# Марк Деклін
Марк Деклін (англ. Mark Deklin; народився 3 грудня 1967) — американський актор і координатор боротьби. Він знявся в прайм-тайм-драмі компанії Fox Lone Star, комедійній драмі ABC GCB, комедійній драмі Lifetime Підступні покоївки, а в 2017 році приєднався до політичної драми ABC Останній кандидат в ролі сенатора Джека Боумена. Він озвучив Деймоса у відеогрі God of War: Ghost of Sparta. В його звучанні також був персонаж Варден у відеогрі Tom Clancy's Rainbow Six Siege.

## Молодість і освіта
Марк Деклін народився 3 грудня 1967 року в Пітсбурзі, штат Пенсільванія. У 1986 році він закінчив середню школу Томаса Джефферсона. Він має ступінь бакалавра англійської мови та історії в Університеті штату Пенсільванія, ступінь магістра акторської майстерності в Університеті Вашингтона в Сіетлі та є сертифікованим членом Товариства американських режисер постановник боїв.

## Кар'єра
Марк - актор, який отримав класичну освіту, він багато працював на Бродвеї та поза Бродвеєм. На телебаченні він неодноразово грав ролі доктора Меттью Шоу в серіалі Fox «Правосуддя» з 2006 по 2007 рік, Елліотта Майєра в ситкомі CBS «Список колишніх» у 2008 році, Стена Едвардса в драмі CBS Гаваї 5.0 з 2011 по 2012, як Джо Назаріо в поліцейській драмі NBC «Відтінки синього» у 2015 році, як агент Кемерон Девіс у серіалі TNT «Ріццолі та Айлз» у 2016 році, як доктор Вільям Лендон у процедурних серіалах TNT « Майор Кримінс » у 2017 році та як Рой у Netflix комедія Грейс і Френкі з 2018 по 2019 рік. Він також грав озвучку в кількох відеоіграх, включаючи Call of Duty 3, Metal Gear Solid: Peace Walker, God of War: Ghost of Sparta та Halo Wars 2, а також зіграв у фільмах Riverworld, Тарзан, The Wish List, Tides of War, The Wedding Chapel, Never Say Macbeth, Switched for Christmas, The Answer і Mini's First Time.
Деклін знявся в прайм-тайм-драмі Fox «Самотня зірка  в ролі Трамела Тетчера, мильній комедії ABC GCB в ролі Блейка Рейлі  та комедійній драмі « Підступні покоївки »  в ролі Ніколаса Дірінга. Він також зіграв ряд запрошених ролей у телевізійних серіалах, зокрема «Секс у великому місті», «Зачаровані», «Фрейзер», «CSI: Місце злочину», « Відчайдушні домогосподарки», «Ніп/Тук», «Два з половиною чоловіки», «Життя на Марсі», «Менталіст», «Сховище 13», «Кралі в Клівленді», «Велике кохання», «Особливо тяжкі злочини», «Касл», «Криміналісти: мислити як злочинець» і «Чорний список».
| рік      | Назва                        | Роль                  |
| -------- | ---------------------------- | --------------------- |
| 2005 рік | Гербі: Повністю завантажений | Репортер ESPN         |
| 2006 рік | Перший раз Міні              | Ян Бойд               |
| 2007 рік | Ніколи не кажи Макбет        | Скотт                 |
| 2013 рік | Тарзан                       | Джон Грейсток (голос) |
| 2014 рік | The Answer                   | Коул, старший         |

| Рік       | Назва                                                | Роль                             | Примітки                                           |
| --------- | ---------------------------------------------------- | -------------------------------- | -------------------------------------------------- |
| 1999      | Дороговказне світло                                  | Joe                              | 2 епізоди                                          |
| 2000      | Ed                                                   | Dr. Scott Benson                 | Episode: "The Whole Truth"                         |
| 2002      | Секс і місто                                         | Корабельний офіцер Метт Кук      | Епізод: "Anchors Away"                             |
| 2004      | Усі жінки — відьми                                   | Боск                             | Episode: "I Dream of Phoebe"                       |
| 2004      | Фрейзер                                              | Clint                            | 2 епізоди                                          |
| 2004      | One on One                                           | Helmut                           | Episode: "The Play's the Thing"                    |
| 2005      | Tides of War                                         | Captain Galasso                  | Television film                                    |
| 2005      | C.S.I.: Місце злочину Маямі[ред. \| ред. код]        | Рассел Едж                       | Епізод: "Секс і податки"                           |
| 2005      | Hot Properties                                       | Hunk                             | Episode: "When Chloe Met Marco"                    |
| 2006      | CSI: NY                                              | Rick Smith                       | Episode: "Stuck on You"                            |
| 2006      | Las Vegas                                            | Jeff McKee                       | Episode: "Fidelity, Security, Delivery"            |
| 2006–2007 | Justice                                              | Dr. Matthew Shaw                 | 7 episodes                                         |
| 2006–2007 | Desperate Housewives                                 | Bill Pearce                      | 2 episodes                                         |
| 2007      | Shark                                                | Peter Rhodes                     | Episode: "Burning Sensation"                       |
| 2008–2009 | The Ex List                                          | Elliott Mayer                    | 5 episodes                                         |
| 2009      | Big Love                                             | Jack                             | Episode: "Prom Queen"                              |
| 2009      | Life on Mars                                         | Ronald Harris                    | Episode: "Coffee, Tea, or Annie"                   |
| 2009      | Better Off Ted                                       | Mordor                           | 2 episodes                                         |
| 2009      | Nip/Tuck                                             | Skip Pierce                      | Episode: "Lola Wlodkowski"                         |
| 2010      | Two and a Half Men                                   | Marcus                           | Episode: "Crude and Uncalled For"                  |
| 2010      | The Mentalist                                        | James Kinsey                     | Episode: "Redline"                                 |
| 2010      | Riverworld                                           | Sam Clemens                      | Television film                                    |
| 2010      | Romantically Challenged                              | Doug                             | Episode: "Don't Be Yourself"                       |
| 2010      | The Wish List                                        | Dr. Erik Cavallieri              | Television film                                    |
| 2010      | Lone Star                                            | Trammell Thatcher                | Main role                                          |
| 2011–2012 | Hawaii Five-0                                        | Stan Edwards                     | 3 episodes                                         |
| 2011      | Кралі в Клівленді                                    | Kirk Stark                       | 2 episodes                                         |
| 2012      | GCB                                                  | Blake Reilly                     | Main role                                          |
| 2013      | Касл                                                 | Corey Francis / Noah Kesswood    | Episode: "Significant Others"                      |
| 2013      | The Wedding Chapel                                   | Roger Waters                     | Телевізійний фільм                                 |
| 2013      | CSI: Місце злочину                                   | Ryan Miller                      | Episode: "Torch Song"                              |
| 2014      | Підступні покоївки                                   | Nicholas Deering                 | Main role (season 2)                               |
| 2014      | Сховище 13                                           | Ted                              | Episode: "Secret Services"                         |
| 2015      | Криміналісти: мислити як злочинець[ред. \| ред. код] | Patrick Jon Murphy               | Episode: "Breath Play"                             |
| 2016      | Shades of Blue                                       | Joe Nazario                      | 2 episodes                                         |
| 2016      | Різзолі та Айлз                                      | FBI Special Agent Cameron Davies | 2 episodes                                         |
| 2017      | Останній кандидат                                    | Senator Jack Bowman              | 5 episodes                                         |
| 2017      | Елементарно                                          | Jake Bozeman                     | Episode: "Moving Targets"                          |
| 2017      | Switched for Christmas                               | Greg Turner                      | Телевізійний фільм                                 |
| 2017      | Особливо тяжкі злочини                               | Dr. William Landon               | 4 episodes                                         |
| 2018–2019 | Grace and Frankie                                    | Roy                              | 4 episodes                                         |
| 2018      | Christmas in Evergreen: Letters to Santa             | Kevin Miller                     | Телевізійний фільм                                 |
| 2019      | Сліпа зона                                           | J.B. Kelly                       | Episode: "The One Where Jane Visits an Old Friend" |
| 2019      | The Code                                             | Commander Noah Hewitt            | 2 episodes                                         |
| 2019      | Юна                                                  | Cameron                          | Episode: "Stiff Competition"                       |
| 2019      | Love and Sunshine                                    | Jake Terry                       | Television film                                    |
| 2019      | The Blacklist                                        | Gov. Richard Sweeney             | Episode: "Hannah Hayes (No. 125)"                  |
| 2019      | Christmas in Evergreen: Tidings of Joy               | Kevin Miller                     | Телевізійний фільм                                 |
| 2020      | Блакитна кров                                        | Donnie Hassett                   | 2 episodes                                         |
| 2020      | Meet Me at Christmas                                 | Beau                             | Телевізійний фільм                                 |
| 2021      | Sister Swap: A Hometown Holiday                      | Eric Baker                       | Телевізійний фільм                                 |

### Відео ігри
| рік      | Назва                           | Роль                  | Примітки               |
| -------- | ------------------------------- | --------------------- | ---------------------- |
| 2006 рік | Call of Duty 3                  | майор Джеральд Інграм |                        |
| 2010 рік | Бог війни: Привид Спарти        | Деймос                |                        |
| 2016 рік | Мафія III                       | Додаткові голоси      |                        |
| 2017 рік | Halo Wars 2                     | Ієронім-092           |                        |
| 2018 рік | Red Dead Redemption 2           | Банда О'Дрісколлс     |                        |
| 2019 рік | Tom Clancy's Rainbow Six: Siege | наглядач              | Операція Phantom Sight |

## Зовнішні посилання
- Марк Деклін у соцмережі «Твіттер»
- Марк Деклін на сайті IMDb (англ.)
- Марк Деклін на сайті Internet Broadway Database (англ.)
- Марк Деклін на Internet Off-Broadway Database